# Polymer Journal
Polymer Journal è una rivista accademica che si occupa di chimica delle macromolecole.